# Xammai
Xammai (50 a. C.– 30) va ser un erudit jueu que va viure al segle i, i un personatge important de la principal obra de la literatura rabínica, la Mixnà.
Xammai és gairebé invariablement esmentat al costat de Hilel, qui representava l'escola halàjica oposada. Les tradicions sobre la seva vida i caràcter van sofrir un fort biaix anti-Xammai per part de les faccions favorables a Hillel després de la destrucció del Temple de Jerusalem en el any 70 DC, no obstant això, les tradicions legals suggereixen que abans de la rebel·lió jueva del segle i, predominaven les concepcions més estrictes de Xammai i la seva escola.
L'escola de pensament halàjic de Xammai es coneix com la casa de Xammai (en hebreu Beit Xammai), mentre que la de Hilel es coneix com la Casa de Hilel (Beit Hilel). Després de la renúncia de Menahem l'Eseni al càrrec de Av Bet Din (cap del tribunal, càrrec que se situava segon en importància, immediatament sota el Nasí, o president) del Sanedrí, Xammai va ser triat en el seu lloc, mentre Hilel ocupava la presidència. En morir Hilel, prop del any 20 dC, Xammai va ocupar el càrrec de president sense que es triés un vicepresident de la minoria, amb el que l'escola de Xammai va obtenir el control absolut, aprovant 18 ordenances de conformitat amb les seves idees. Segons el Talmud, el dia que va aprovar una de les seves ordenances, contrària al pensament de Hilel, aquest dia “va ser tan nefast per a Israel com el dia en què el vedell d'or va ser fet” (Tractat Shabat, 17a). El contingut exacte de les ordenances no es coneix, però semblen haver estat dissenyades per enfortir la identitat jueva insistint en una clara separació entre jueus i gentils, una postura considerada divisòria i misantròpica pels oponents de Xammai.
El net de Hilel, Gamaliel el Vell, va ocupar la presidència del Sanedrí després de la mort de Xammai, encara que el mateix va continuar sent dominat per l'escola de Xammai fins a l'any 70 DC aproximadament. Es diu que una “veu celestial” va anul·lar la legalitat de les ordenances de Xammai (Yeruxalmi Brajot, 1:7), per la qual cosa el judaisme rabínic va continuar la línia de pensament de Hilel.
Conegut pel seu temperament irascible, mancava de la paciència infinita que caracteritzava a Hilel. Una anècdota famosa explica que un gentil se li va acostar i va sol·licitar convertir-se al judaisme, sempre que se li pogués explicar els principis fonamentals mentre ell es mantingués parat sobre un sol peu. Mentre que Xammai el va rebutjar violentament, Hilel va optar per resumir la Torà sencera en la frase “no facis al teu proïsme el que no desitges que et facin a tu, la resta són comentaris, ves i estudia”. (Shabat 31a) En hebreu modern, s'utilitza l'expressió “sobre un sol peu” (al reguel ajat) per referir-se a explicacions curtes i concises.
Conscient dels desavantatges del seu caràcter, recomanava una actitud amistosa. El seu lema era “Fes de l'estudi de la Torà la teva principal ocupació, parla poc i fes molt, i rep a cada home amb una expressió amistosa” (Pirqé Avot I, 15).
Xammai era conegut per la seva posició estricta tocant al religiós. En una ocasió va voler que el seu fill respectés el dejuni de Yom Kippur (el Dia del Perdó), sense tenir encara l'edat mínima reglamentària per fer-ho (Tractat Ioma, 77b). Una altra anècdota explica que va trencar el sostre de l'habitació on es trobava la seva nora, qui havia donat a llum durant la festivitat de Sukkot (la festivitat de les cabanyes) per convertir-la en un tabernacle, de manera que el seu net nounat pogués complir amb les obligacions religioses de la festivitat (Tractat Sukkà, 28a).